# 10 франків (Берліоз)
10 франків Берліоз — французька банкнота випущена Банком Франції, ескіз якої розроблений 23 листопада 1972 року і випускалася в обіг Банком Франції з 5 листопада 1974 по 31 грудня 1980 року. Вона замінила банкноту 10 франків Вольтер. 15 вересня 1986 року вона перестає бути законним платіжним засобом. Це остання банкнота номіналом 10 франків.

## Історія

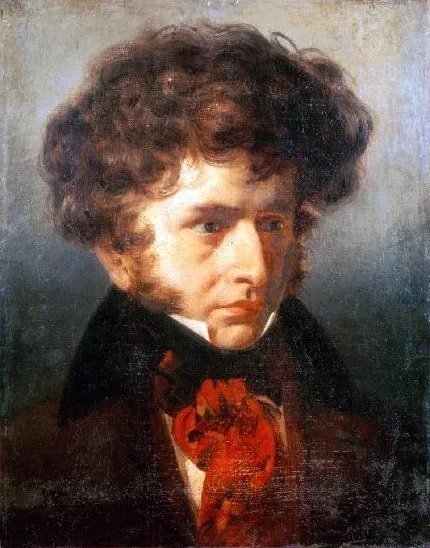
Гектор Берліоз — знаменитий французький композитор XIX століття

Банкнота належить до нової серії «Відомі художники і композитори», до якої увійшли банкноти з портретами Дебюссі,  Кантена де Латура, Делакруа, Монтеск'є і Паскаля. Банкноти цієї серії друкувалися з 1976 по 1992 рік. 1974 року також була випущена мідно-нікелева монета з таким же номіналом, 10 франків Матьє.

## Опис
Авторами банкноти стали Люсьєн Фонтанароза і гравери Жак Жубер (аверс) і Анрі Рено (реверс). Домінуючими кольорами є помаранчевий і коричневий. 
Аверс: портрет Гектора Берліоза, роботи Еміля Сіньоля (1832), у каплиці Будинку Інвалідів в Парижі, під час виконання музичного твору «Реквієм». 
Реверс: портрет Гектора Берліоза, біля будівлі Вілла Медічі в Римі. Фоном служить Замок Святого Ангела і Собор Святого Петра в Римі. 
Водяний знак зображає профіль Берліоза. Розміри банкноти становлять 140 мм х 76 мм.

## Джерело
- Перелік французьких банкнот [Архівовано 14 квітня 2012 у Wayback Machine.]
- Сайт нумізматики та боністики Франції